# Lindsaea phassa
Lindsaea phassa är en ormbunkeart som beskrevs av K. U. Kramer. Lindsaea phassa ingår i släktet Lindsaea och familjen Lindsaeaceae. Inga underarter finns listade.